# Strzeżna
Strzeżna – wzniesienie (wzgórze) położone w obrębie Wzgórz Trzebnickich, w ramach Grzbietu Trzebnickiego, w paśmie Baranki. Jest jednym z dwóch wzniesień tego pasma, któremu nadano nazwę własną. Wzgórze znajduje się w Gminie Oborniki Śląskie. Wierzchołek wzniesienia położony jest na wysokości bezwzględnej wynoszącej 204,5 m n.p.m.

## Położenie i otoczenie
Wzgórze położone jest w paśmie Wzgórz Trzebnickich, będących mezoregionem o identyfikatorze 318.44 (według regionalizacji fizycznogeograficznej opracowanej przez Jerzego Kondrackiego), należących do Wału Trzebnickiego (makroregion o indeksie 318.4). W ramach tych Wzgórz Trzebnickich wyróżnia się także mikroregion obejmujący wzniesienie Strzeżna – Grzbiet Trzebnicki (mikroregion o indeksie 318.444), w jego północno-zachodniej części. Wzniesienie położone jest na południowym krańcu pasma wzniesień Baranki. Pod względem regionalizacji przyrodniczo-leśnej wzgórze położone jest w mezoregionie Wzgórz Trzebnicko-Ostrzeszowskich, nadleśnictwo Oborniki Śląskie.
W ramach Wzgórz Trzebnickich na północny zachód od wzniesienia położone jest kolejne wzgórze – Morzęcińska Góra, po stronie północnej kolejne wzniesienia pasma Baranki i położone na północnym jego krańcu wzniesienie Widok, oraz dalej Barani Masyw i na północnym wschodzie Wilkowska Góra, na wschodzie za doliną Strugi rozpościerają się Kozie Czuby, a na południu po stronie wschodniej Siemianicki Grzbiet i po stronie zachodniej Bekasie Wzgórze. Natomiast na zachód od wzniesienia, za linia kolejową, położone jest Długie Wzgórze i za nim Płaskowyż Lipy.
Pod względem podziału administracyjnego wzniesienie jest położone w Gminie Oborniki Śląskie, powiecie Trzebnickim, województwie Dolnośląskim, jednostka ewidencyjna Oborniki Śląskie – obszar wiejski, obręb Morzęcin Wielki. Miejscowość Morzęcin Wielki leży na północny zachód od wzniesienia, a z kolei na południu leżą Siemianice.

## Charakterystyka
Najwyższy punkt wzniesienia położony jest na wysokości bezwzględnej wynoszącej 204,5 m n.p.m. (choć wg innych źródeł może to być 215 m n.p.m., czy też 211 m n.p.m.). Masyw wzgórza pokryty jest lasem. Jest to las gospodarczy klasyfikowany jako las świeży. W drzewostanie lasu znajdują się takie gatunki drzew jak dąb, klon jawor, grab pospolity, czereśnia pospolita i pojedynczo brzoza brodawkowata, a ponadto w podszycie rośnie czeremcha pospolita, a na północnym skłonie w podszycie występują także czeremcha późna, leszczyna pospolita i klon jawor. Pole powierzchni tego obszaru leśnego wynosi 4,19 ha. Na północ i wschód od lasu teren zagospodarowany jest użytkami rolnymi, a na południu i zachodzie położona jest zabudowa przylegających miejscowości, przy czym na południu są to Siemianice, a na zachodzie jest to Morzęcin Wielki.

## Nazwa
Nazwa własna – Strzeżna – jest nazwą urzędową. Została ustalona i ujęta w państwowym rejestrze nazw geograficznych na podstawie Zarządzenia nr 70 z dnia 30 marca 1954 r. wydanego przez Prezesa Rady Ministrów (Monitor Polski z 1954 nr 38, poz. 516). Odnosi się ona do ukształtowania terenu należącego do rodzaju wzgórza, wzniesienia. W rejestrze tym przypisano jej identyfikator: PRNG – 206509, identyfikator IIP – PL.PZGiK.320.NGRP.206509. Podaje on następujące współrzędne geograficzne punktu głównego wzniesienia: szerokość geograficzna – 51°19'33" N, długość geograficzna – 16°54'21" E. W rejestrze tym obowiązuje od 21.04.2015 r.
Niemiecka nazwa wzniesienia brzmiała Strietzel Berg.